# Bledar Çuçi
Bledar Çuçi, noto anche come Bledi Çuçi (Tirana, 14 novembre 1970), è un politico albanese. Dal 17 dicembre 2020 al 8 luglio 2023 è stato ministro degli affari interni della Repubblica d'Albania nel secondo e terzo Governo Rama.

## Biografia
È sposato con l'attivista Delina Fico (alla fine degli anni 1990, Delina Fico intrattenne una relazione sentimentale con il primo ministro albanese Edi Rama, che poi lo nominerà ministro. Ha un figlio di nome Endi Çuçi.
Si è laureato in giurisprudenza presso l'Università di Tirana. Ha ottenuto un master in Management presso l'Università di Hasselt in Belgio nel 2018.
Dal 1999 al 2005 è stato rappresentante del governo albanese nel Comitato per la democrazia locale e regionale del Consiglio d'Europa, nonché membro del gruppo negoziale albanese associato alla firma dell'accordo di stabilizzazione e associazione tra Albania, Unione europea (UE) e il Consiglio di Amministrazione dell'Istituto per la Formazione della Pubblica Amministrazione (TIPA) in Albania.
Da settembre 2013 a marzo 2017, è stato nominato Ministro di Stato per gli Affari Locali e Coordinatore Nazionale contro la Corruzione nel primo Governo Rama.
Da gennaio 2019 a dicembre 2020 è stato ministro dell'agricoltura e dello sviluppo rurale nel secondo Governo di Edi Rama. 
Il 16 dicembre 2020 è stato scelto dal primo ministro Edi Rama per ricoprire la carica di ministro degli affari interni in seguito alle dimissioni di Sandër Lleshaj, dopo che proteste di massa hanno colpito il Paese in seguito alla sparatoria da parte della polizia di un uomo di 25 anni, che aveva infranto il coprifuoco durante la quarantena, disposta a causa della Pandemia di COVID-19.